# 劉名譽
劉名譽，字嘉樹，廣西省桂林府臨桂縣人，清朝政治人物。
光緒六年（1880年），参加庚辰科殿試，登進士二甲第78名。同年五月，改翰林院庶吉士。光緒九年四月，散館，授翰林院編修。官至江蘇淮安府知府。
有《餘樂園詩鈔》。